# Titolo (onomastica)

Corona di Principe di Piemonte, titolo conferito all'erede presuntivo del Re d'Italia.

Il titolo è in onomastica un appellativo riferito ad un individuo in base al ruolo che ricopre, alla carica che esercita, al titolo nobiliare che detiene o per altri meriti.
Esso viene spesso, e incorrettamente, usato come sinonimo di trattamento. I trattamenti erano stati distinti dai titoli nobiliari veri e proprî nell'ultimo Ordinamento dello stato nobiliare italiano, al pari delle "qualifiche nobiliari". In tale ordinamento, la distinzione tra "titolo" e "trattamento" non è tuttavia specificata, ma sul piano storico-giuridico i due termini si possono distinguere facilmente: il titolo indica una funzione, mentre il trattamento è un appellativo utilizzato nella vita sociale. Questa differenza tra i due piani è visibile e tuttora presente, ad esempio la differenza tra "re" (funzione pubblica, titolo) e "maestà" (appellativo onorifico, trattamento), così come tra "vescovo" (funzione pubblica, titolo) ed "eccellenza" (appellativo onorifico, trattamento), o anche tra "deputato" (funzione pubblica, titolo) e "onorevole".

## Gerarchia dei titoli
La gerarchia dei titoli nobiliari ha subito un'evoluzione storica, in particolare sono stati creati sempre nuovi titoli, ma alcuni sono anche caduti in disuso, e inoltre ha subito una differenziazione geografica dovuta alle particolari vicende storiche e sociali di ciascuna nazione europea. Tuttavia, le gerarchie dei titoli nobiliari utilizzati nei vari stati europei possono essere ricondotte ad alcune tappe e ad alcuni modelli fondamentali.
La gerarchia dei titoli nobiliari venne elaborata nell'ambito del feudalesimo occidentale, che nacque nell'Impero Carolingio. Detta gerarchia, che si mantenne per circa tutto il Medioevo era, a grandi linee, la seguente:
- imperatore era al vertice di un Impero, la più alta forma di monarchia esistente; deteneva il trattamento di "Sua Maestà Imperiale".
- re era il sovrano di una nazione con il trattamento di "Sua Maestà".
- principe il rango spetta ai figli o parenti prossimi di un monarca (principi reali) o loro stessi sovrani; spetta il trattamento di "Sua Altezza Reale".
- arciduca era il titolare di un arciducato come stato indipendente o l'erede al trono di una monarchia (soprattutto nell'impero austriaco e nell'Austria-Ungheria)
- duca era il feudatario di una regione (soprattutto in Francia e Germania) con il trattamento di "Sua Altezza"
- marchese o margravio (in Germania) era il feudatario di una regione di confine; molti fino al 1797-1803 erano sovrani. Gli spetta il trattamento di "Sua Signoria".
- conte era un funzionario di alto livello di una città o contea. In passato almeno fino al 1797-1803 potevano essere anche sovrani; gli spetta il trattamento di "Sua Signoria".
- signore era un piccolo feudatario di una città.
- cavaliere era colui che aveva ricevuto l'investitura da cavaliere.

Questa struttura si arricchì di nuovi titoli nobiliari, quali i delfini od i vidames in Francia, i langravi e i burgravi in Germania.
Ma soprattutto bisogna rilevare che per buona parte del Medioevo le espressioni "baroni del regno" (in Francia e nei regni normanni) e "principi dell'Impero" (nel Sacro Romano Impero) non costituivano ancora dei titoli nobiliari, bensì avevano un significato giuridico. Esse indicavano tutti i vassalli immediati del sovrano, qualunque titolo avessero, che avessero diritto di voto nel parlamento del regno.
La diversa evoluzione del feudalesimo nel tardo Medioevo e nel Rinascimento portò alla differenziazione delle gerarchie dei titoli nobiliari nelle diverse nazioni europee. Esse possono, tuttavia, essere ricondotte a due modelli principali, quello adottato nelle monarchie assolute, che si erano formate in questa fase storica; e quello utilizzato nel Sacro Romano Impero, dove i feudatari, invece, avevano assunto sempre più i caratteri di sovrani quasi indipendenti.

### Titoli sovrani

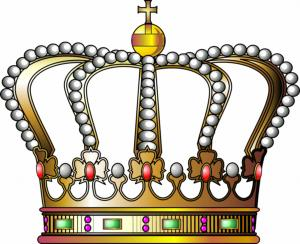

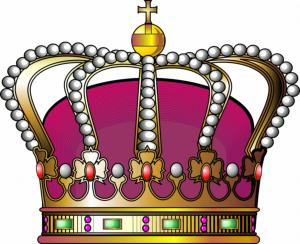

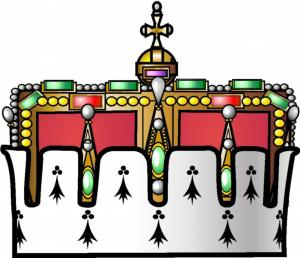

- Imperatore

(fr: empereur, en: emperor, de: Kaiser, sp: emperador, nl: Keizer)
- Re

(fr: roi, en: king, de: König, sp: rey, nl: Koning)
- Granduca

(fr: grand-duc, en: grand duke, de: Großherzog / Großfürst, sp: gran duque, nl: Groothertog /Grootvorst)
- Arciduca

(fr: archiduc, en: archduke, de: Erzherzog, sp: archiduque, nl: Aartshertog)
- Langravio

(fr: Landgrave, en: landgrave, de: Landgraf, sp: Landgrave)

## Titoli nobiliari in Italia
- Principe

(fr: prince, en: prince, de: Fürst / Prinz, sp: príncipe, nl: Vorst / Prins)

Principe di Piemonte
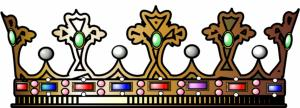
Principe
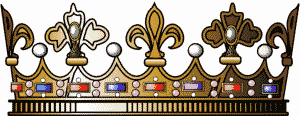
Principe del sangue

- Duca

(fr: duc, en: duke, de: Herzog, sp: duque, nl: Hertog)

Duca portoghese e spagnolo

- Marchese

(fr: marquis, en: margrave / marquis / marquess, de: Markgraf / Marquis, sp: marqués, nl: Markies / Markgraaf)

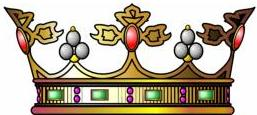
Corona di marchese
Marchese portoghese e spagnolo

Comparabile al titolo di marchese è quello di margravio utilizzato soprattutto nel Sacro Romano Impero.
- Conte

(fr: comte, en: earl / count, de: Graf, sp: conde, nl: Graaf)

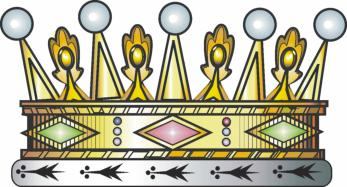
Corona di conte
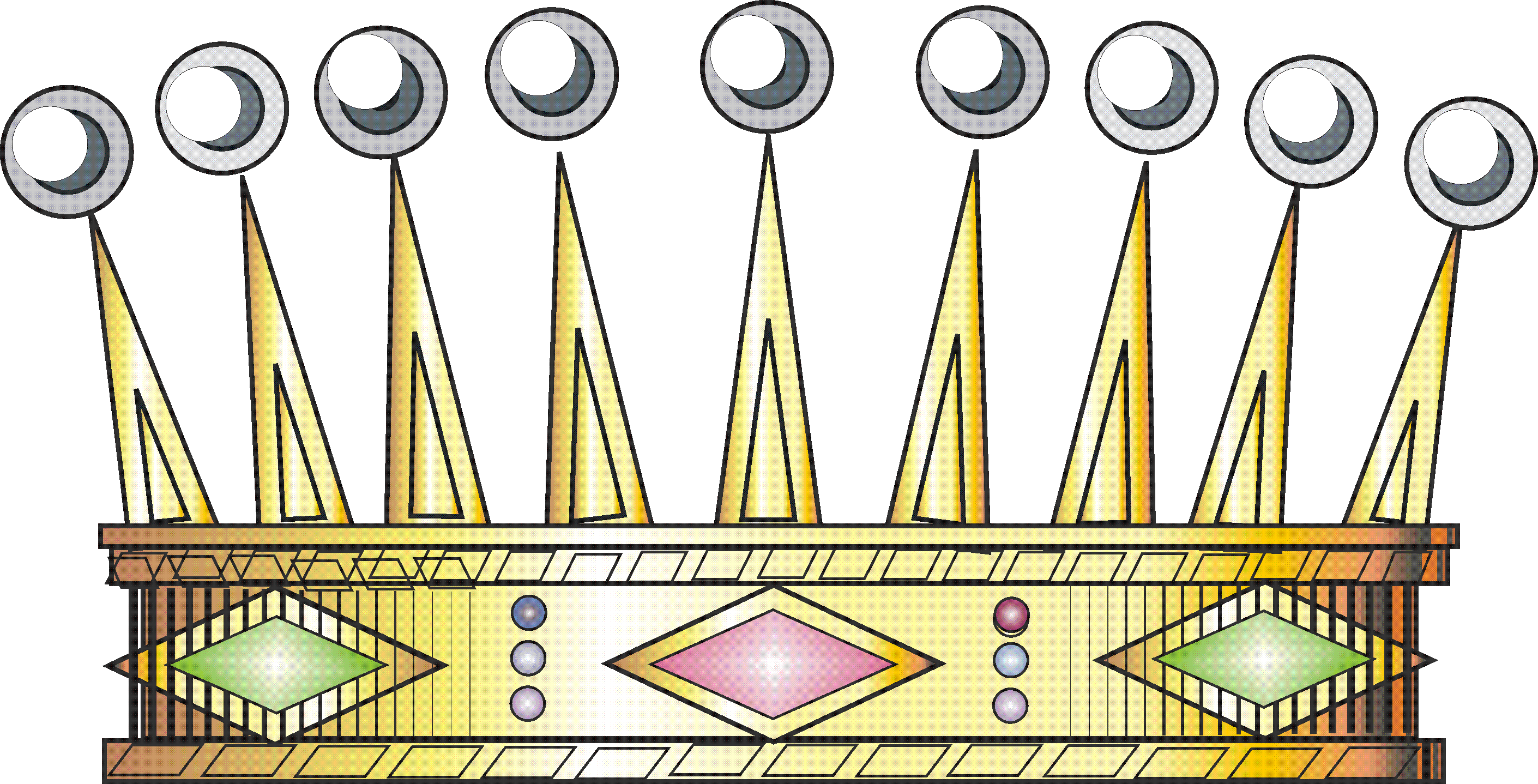
Corona di conte
Conte portoghese e spagnolo

Comparabile al titolo di conte è quello di langravio, utilizzato soprattutto nel Sacro Romano Impero.
- Visconte

(fr: vicomte, en: viscount, de: Vizegraf, sp: vizconde)

Visconte italiano
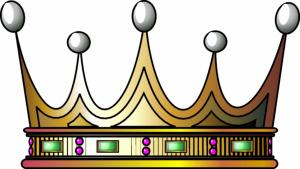
Visconte francese
Visconte portoghese e spagnolo

- Barone

(fr: baron, en: baron, de: Baron / Freiherr, sp: barón, nl: Baron)

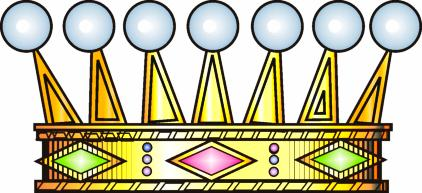
Corona di barone

- Nobile

(fr: noble, en: noble, de: edel, sp: noble ne: Jonkheer)
- Patrizio

(fr: patricien, en: gentry / esquire, de: patrizisch, sp: patricio)

Patrizio italiano

- Cavaliere ereditario

(fr: chevalier, en: knight, de: Ritter, sp: caballero)

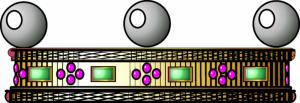
Cavaliere italiano

## Titoli nobiliari in Europa
Nei regni di Francia, Spagna, Portogallo, Inghilterra, Scozia, Sardegna, Sicilia, Napoli, e nello Stato Pontificio la gerarchia utilizzata era, ed è tuttora, la seguente:
- re
- principe (dove esistente)
- duca
- marchese
- conte
- visconte (dove esistente)
- barone
- signore (rimasto solo in Spagna, in Scozia, in Sardegna e in Sicilia)
- baronetto (solo nel Regno Unito)
- cavaliere ereditario
- nobile

I titoli di marchese e visconte si diffusero solo nel Cinquecento sul modello francese. Così come nella stessa epoca i signori vennero elevati a baroni fino a completa scomparsa dei primi, eccetto che in Spagna, in Sardegna, in Scozia e in Sicilia.
Invece nel Sacro Romano Impero, dove i feudatari avevano assunto caratteri di sovranità, anche se non assoluta, la gerarchia che si formò, e che rimase vigente negli stati tedeschi e austriaci fino alla caduta delle monarchie nel 1918, è la seguente:
- imperatore (Kaiser)
- re (König)
- elettore (Kurfürst)
- arciduca (Erzherzog)
- granduca (Grossherzog)
- duca (Herzog)
- conte palatino (Pfalzgraf)
- margravio (Markgraf)
- langravio (Landgraf)
- burgravio (Burggraf)
- principe (Fürst, Prinz)
- conte (Graf)
- barone o signore (Freiherr o Herr)
- cavaliere ereditario (Ritter)
- nobile (Edler).

Portogallo:
- re (Rei)
- principe (Prìncipe)
- duca (Duque)
- marchese (Marqués)
- conte (Conde)
- visconte (Visconde)
- barone (Barão)
- signore (Senhor)
- nobile (Fidalgo)

Spagna
- re (Rey)
- principe (Príncipe)
- duca (Duque)
- marchese (Marqués)
- conte (Conde)
- visconte (Vizconde)
- barone (Barón)
- signore (Señor)
- cavaliere (Caballero, titolo esistente solo in Aragona)
- nobile (Hidalgo in Castiglia, Infanzón in Aragona)

Francia
- re (Roi)
- principe (Prince, è considerato titolo straniero)
- duca (Duc)
- marchese (Marquis)
- conte (Comte)
- visconte (Vicomte)
- barone (Baron)
- cavaliere (Chevalier)
- nobile (Écuyer, ma esistono numerosi nobili senza titolo)

Inghilterra
- re (King)
- principe (Prince)[5]
- duca (Duke)
- marchese (Marquess)
- conte (Earl)
- visconte (Viscount)
- barone (Baron)
- baronetto (Baronet)
- cavaliere (Knight)
- nobile (Esquire, ma esistono numerosi nobili senza titolo)

Scozia
- re (King)
- duca (Duke)
- marchese (Marquess)
- conte (Earl)
- visconte (Viscount)
- signore pari di Scozia (Lord of Parlament)
- baronetto (Baronet)
- cavaliere (Knight)
- barone (Baron)
- signore (Laird)
- nobile (Esquire)

Belgio
- re (Roi/Koning)
- principe (Prince/Prins)
- duca (Duc/Hertog)
- marchese (Marquis/Markgraaf)
- conte (Comte/Graaf)
- visconte (Vicomte/Burggraaf)
- barone (Baron/Baron)
- cavaliere (Chevalier/Ridder)
- nobile (Écuyer/Jonkheer, ma esistono numerosi nobili senza titolo)

Paesi Bassi
- re (Koning)
- principe (Prins)
- marchese (Markies)
- conte (Graaf)
- visconte (Burggraaf)
- barone (Baron)
- cavaliere (Ridder)
- nobile (Jonkheer, ma esistono numerosi nobili senza titolo)

Danimarca
- re (Konge)
- principe (Prins)
- duca (Hertug)
- langravio (Lensgreve)
- conte (Greve)
- lanbarone (Lensbaron)
- barone (Baron)

Svezia
- re (Kung)
- duca (Hertig)
- conte (Greve)
- barone (Friherre)
- cavaliere (Riddar)
- nobile (Svenne, ma esistono numerosi nobili senza titolo)

## Altri titoli

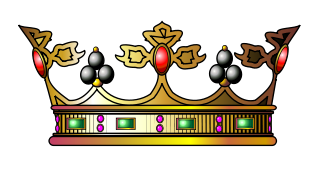

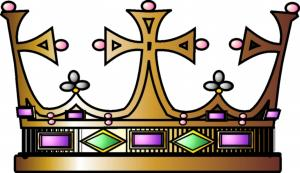

- Principe elettore

(fr: prince-électeur, en: elector, de: Kurfürst, sp: príncipe elector, nl: Keurvorst)
- Conte dell'impero

(fr: comte de l'Empire, en: count of the Empire, de: Reichsgraf, sp:)
- Libero conte

(fr: libre comte, en: free count, de: Freigraf, sp:)
- Conte principesco

(fr: comte princier, en: princely count, de: Gefürsteter Graf, sp:)
- Conte palatino

(fr: comte palatin, en: count palatine, de: Pfalzgraf, sp:)
- Margravio

(fr: margrave, en: margrave, de: Markgraf, sp:)
- Burgravio

(fr: bourgrave, en: burgrave, de: Burggraf, sp:)
- Rheingraf

(fr:, en: rhinegrave, de: Rheingraf, sp:)
- Altgraf

(fr:, en: altgrave, de: Altgraf, sp:)
- Wildgraf

(fr:, en: wildgrave, de: Wildgraf, sp:)
- Raugraf

(fr:, en: Raugrave, de: Raugraf, sp:)
- Baronetto

(fr: baronnet, en: baronet, de: Edler, sp:)
- Cavaliere

(fr: chevalier, en: knight, de: Ritter, sp: caballero, nl: Ridder)

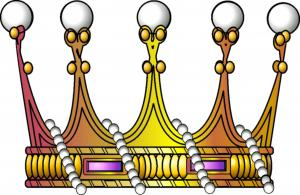
Cavaliere belga

- Nobiluomo

(fr: écuyer, en: esquire e gentleman, de: Edler e Junker, sp: hidalgo, po: fidalgo, ne: jonkheer)
- Generale trionfatore

- Visdomino

(fr: vidame, en:, de:, sp:)

## Titoli nobiliari nella Cina antica
Nella Cina di epoca feudale erano presenti i seguenti titoli nobiliari (in ordine gerarchico):
- 帝 (dì) - Imperatore
- 王 (wáng) - Re
- 公 (gōng) - Duca
- 侯 (hóu) - Marchese
- 伯 (bó) - Conte
- 子 (zĭ) - Visconte
- 男 (nán) - Barone
- 士 (shì) - Signore